# トッドのモダン・ポップ黄金狂時代
『トッドのモダン・ポップ黄金狂時代』（The Ever Popular Tortured Artist Effect、トッドのモダン・ポップおうごんきょうじだい）は、1982年に発表されたトッド・ラングレンのアルバム。

## 収録曲
特記なき楽曲はトッド・ラングレン作。
Side 1
1. ハイダウェイ - "Hideaway" - 5:00
2. インフルエンザ - "Influenza" - 4:31
3. ドント・ハート・ユアセルフ - "Don't Hurt Yourself" - 3:45
4. ゼア・ゴーズ・ユア・ベイベイ - "There Goes Your Baybay" - 3:54

Side 2
1. ブリキの兵隊 - "Tin Soldier" (Ronnie Lane & Steve Marriott) - 3:13
スモール・フェイセスの曲のカヴァー。
2. 高速道路の皇帝 - "Emperor of the Highway" - 1:41
3. 一日中ドラムをたたけ - "Bang the Drum All Day" - 3:39
4. ドライヴ - "Drive" - 5:29
5. チャント - "Chant" - 4:23